# Blija Buitendijks
Blija Buitendijks is een voormalig waterschap in de Nederlandse provincie Friesland. Het was het kleinste waterschap en zelfs het kleinste openbaar lichaam van Nederland. Het is in 2018 opgeheven.

## Ligging en grootte
Blija Buitendijks, dat kantoor hield in het dorp Blija, was gelegen in het noorden van Friesland in de gemeente Ferwerderadeel. Het omvatte een gebied van circa 100 hectare buitendijks land aan de Waddenzeekust. Het gebied van het waterschap, dat geen inwoners en slechts vijf ingelanden had, kan zonder grote problemen onder water komen te staan.

## Oprichting
Het waterschap werd gevormd in 1917, toen er afspraken moesten worden vastgelegd over het waterbeheer van een buitendijkse polder bij Blija, die was ontstaan door landaanwinning in de Waddenzee. De reglementaire taak was „het bevorderen van de aanwas van buitendijkse gronden, het beschermen van de achter de zeedijk aangeslibde gronden tegen het zeewater, het regelen van de waterstand en de instandhouding van een drinkwaterleiding”

## Anachronisme
Het kleine waterschap was een uitzondering op een proces van schaalvergroting binnen de Nederlandse waterschappen, dat in de tweede helft van de twintigste eeuw op gang kwam en dat ertoe leidde dat er van de 2500 waterschappen die Nederland in 1950 nog telde in 2017 slechts 22 waren overgebleven.
In 1997 stelde het Ministerie van Verkeer en Waterstaat zich op het standpunt dat Blija Buitendijks had opgehouden een waterschap te zijn en dat het niet nodig was een opheffingsprocedure te doorlopen. De provincie volgde dat standpunt.
In 2004, toen alle overige Friese waterschappen opgingen in het Wetterskip Fryslân, bleef Blija Buitendijks zelfstandig, als gevolg van een verschil van inzicht tussen het waterschapsbestuur en de Friese natuurbeschermingsorganisatie It Fryske Gea over het beheer van het gebied. In 2008 was de verwachting echter wel dat Blija Buitendijks op de langere duur ook in het Wetterskip Fryslân zou opgaan. In de Waterregeling 2009 behield het waterschap Blija Buitendijks het waterkwantiteitsbeheer, wat neerkwam op het beheer van "twee klepduikers op de uiteinden van de zomerpolder en onderhoud van een zoetwaterleiding voor ingeschaard vee."
In 2015 was gebleken dat er af en toe vragen rezen over het formeel nog bestaande waterschap, wat reden voor het ministerie was om nu de voorkeur aan opheffing te geven. Toch bestond het kleinste waterschap van Nederland in 2017 formeel nog steeds, hoewel een volwaardig bestuur ontbrak: de secretaris was het enige bestuurslid. Vanwege het ontbreken van bewoners deed Blija Buitendijks niet mee aan Waterschapsverkiezingen. Ook werden er geen waterschapslasten geheven.

## Brand archief
Op 23 mei 2010 verwoestte een grote uitslaande brand de boerderij van de secretaris. Dit pand, dat tevens fungeerde als kantoor van het waterschap, werd volledig in de as gelegd, waarbij het archief verloren ging.

## Opheffing
Op 20 december 2017 besloot de Provincie Friesland om Blija Buitendijks op te heffen. Daarbij beschreef Gedeputeerde Staten het als een vergeten waterschap: "Bij de reorganisatie van 1997 kwam aan het licht dat er naast de 12 waterschappen van dat moment nog een klein waterschap bestond, waterschap Blija Buitendijks, beheerder van circa 100 hectare buitendijks land aan de Waddenzeekust bij Blija. […] Het bleek dat het waterschap is [sic] niets meer leek op een waterschap zoals bedoeld in de Waterschapswet. Er was geen volwaardig bestuur, geen waterschapskantoor, er werd geen belasting geheven en ook anderszins voldeed het waterschap niet meer aan de wettelijke voorschriften. Het reglement was een leeg document: alle bepalingen hadden inmiddels hun juridische werking verloren."
Het besluit is goedgekeurd door het Ministerie van Infrastructuur en Waterstaat op 13 maart 2018 en vervolgens is het besluit gepubliceerd en van kracht geworden op 17 mei 2018.